# Jimmy Wopo
Travon Da Shawn Frank Smart (13 tháng 1 năm 1997 – 18 tháng 6 năm 2018), nổi tiếng hơn với Nghệ danh Jimmy Wopo, là một rapper người Mỹ từ Pittsburgh, Pennsylvania. Anh đã xuất hiện lần đầu tiên với single đột phá năm 2016, Elm Street, mà Complex bao gồm trong danh sách "Bout to Blow: 10 Bài mới Bạn nên nghe mọi nơi sớm".. Sau thành công đó, anh cộng tác với một số rapper nổi tiếng bao gồm Wiz Khalifa, Sonny Digital, 21 Savage và nhiều hơn nữa. Sau khi nhận được một bản hợp đồng từ Mike Will Made It, bộ đôi rap, Rae Sremmurd, đã đưa Jimmy ra ngoài để biểu diễn trong bộ phim của họ tại điểm dừng Pittsburgh của Sremm Life 2 Tour.